# Palmodes occitanicus
Espèce
Synonymes
- Sphex confinis Dahlbom, 1845
- Sphex montanus F. Morawitz, 1889
- Sphex occitanicus Lepeletier et Serville, 1828
- Sphex proditor Lepeletier, 1845

Palmodes occitanicus, est une espèce d'insecte hyménoptère de la famille Sphecidae et du genre Palmodes. Jean-Henri Fabre nomme  cette espèce le « Sphex languedocien ». Cette guêpe solitaire fouisseuse nourrit sa larve essentiellement avec des sauterelles de grande taille comme l'Éphippigère des vignes.

## Description

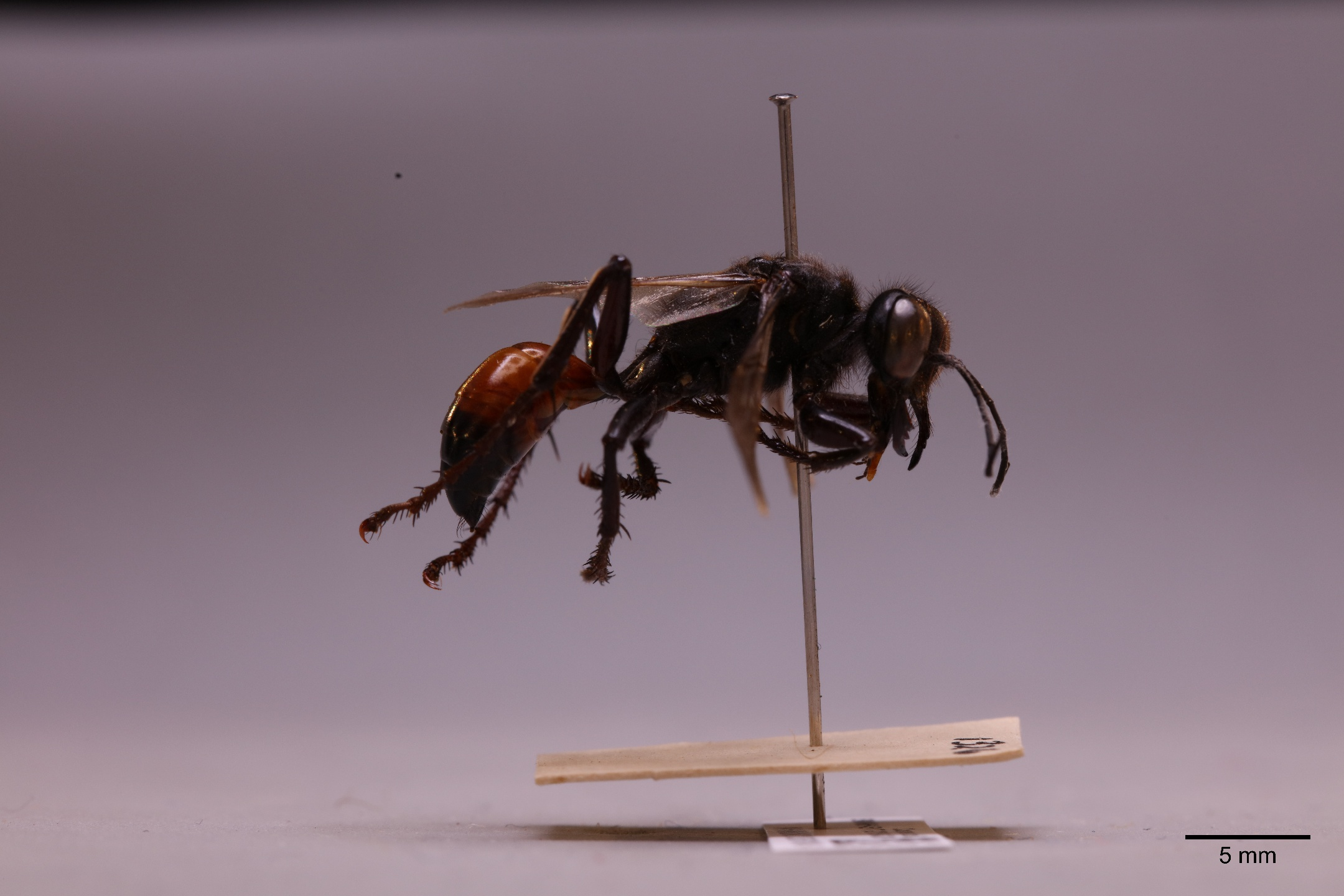
Palmodes occitanicus (spécimen du Musée d'histoire naturelle de Londres)

La femelle mesure de 23 à 28 mm de long, le mâle de 19 à 25 mm. L'ensemble de leur corps est noir à pilosité noire. Le deuxième segment abdominal et une partie plus ou moins grande du troisième sont rouge ferrugineux. Leur pattes sont noires et le clypéus est couvert de poils argentés. Les ailes sont transparentes, un peu enfumées, teintées de gris à leur extrémité. Le segment médiaire est finement strié transversalement, plus grossièrement chez le mâle. Le basitarse de la femelle comporte un peigne fait de 6 grandes épines. Ce peigne lui sert à ratisser le sable pour constituer son terrier,.

## Éthologie

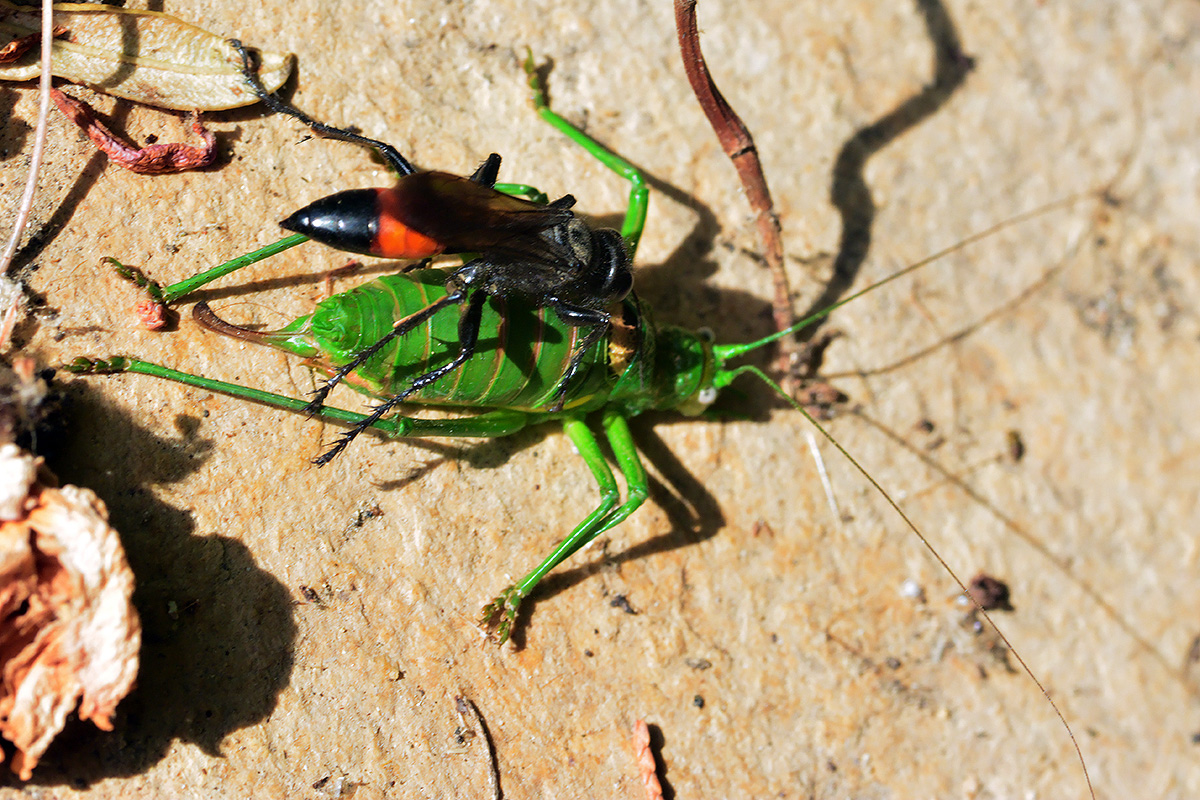
Femelle Palmodes occitanus traînant une Éphippigère (Tarn, France).

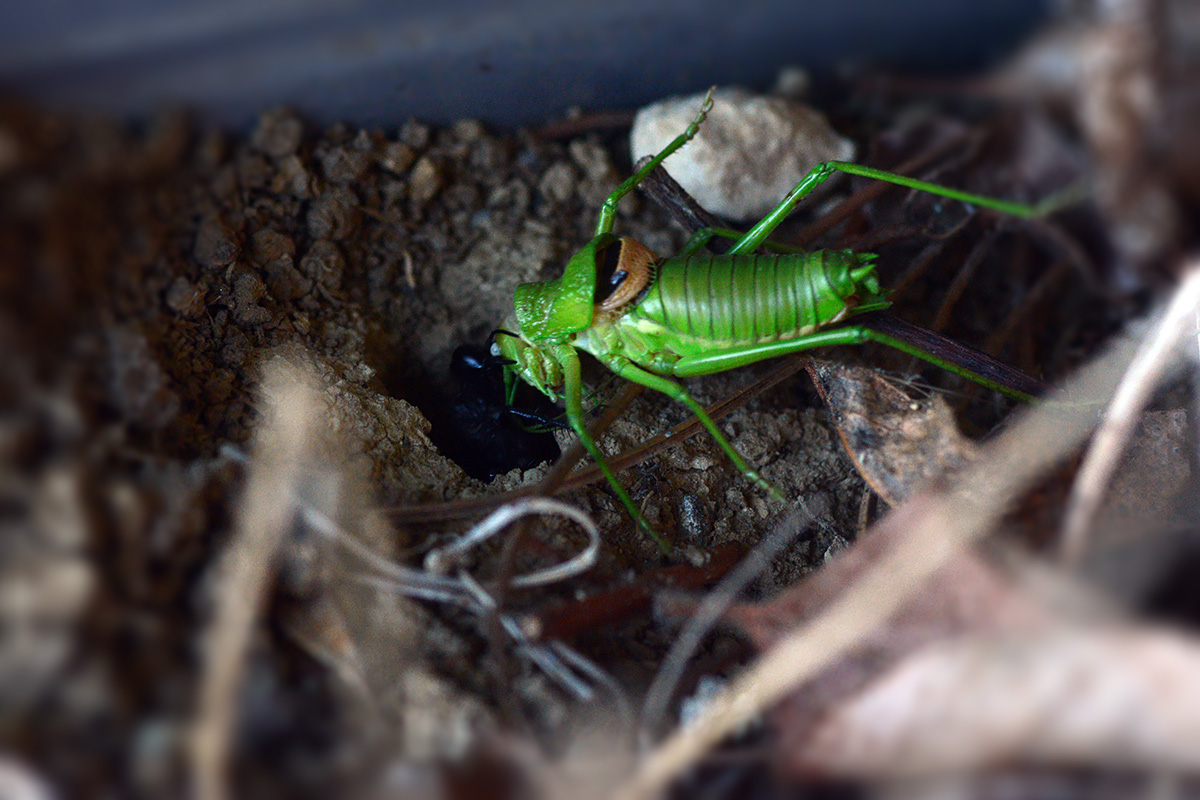
Entrée de la galerie de Palmodes occitanus et Éphippigère.

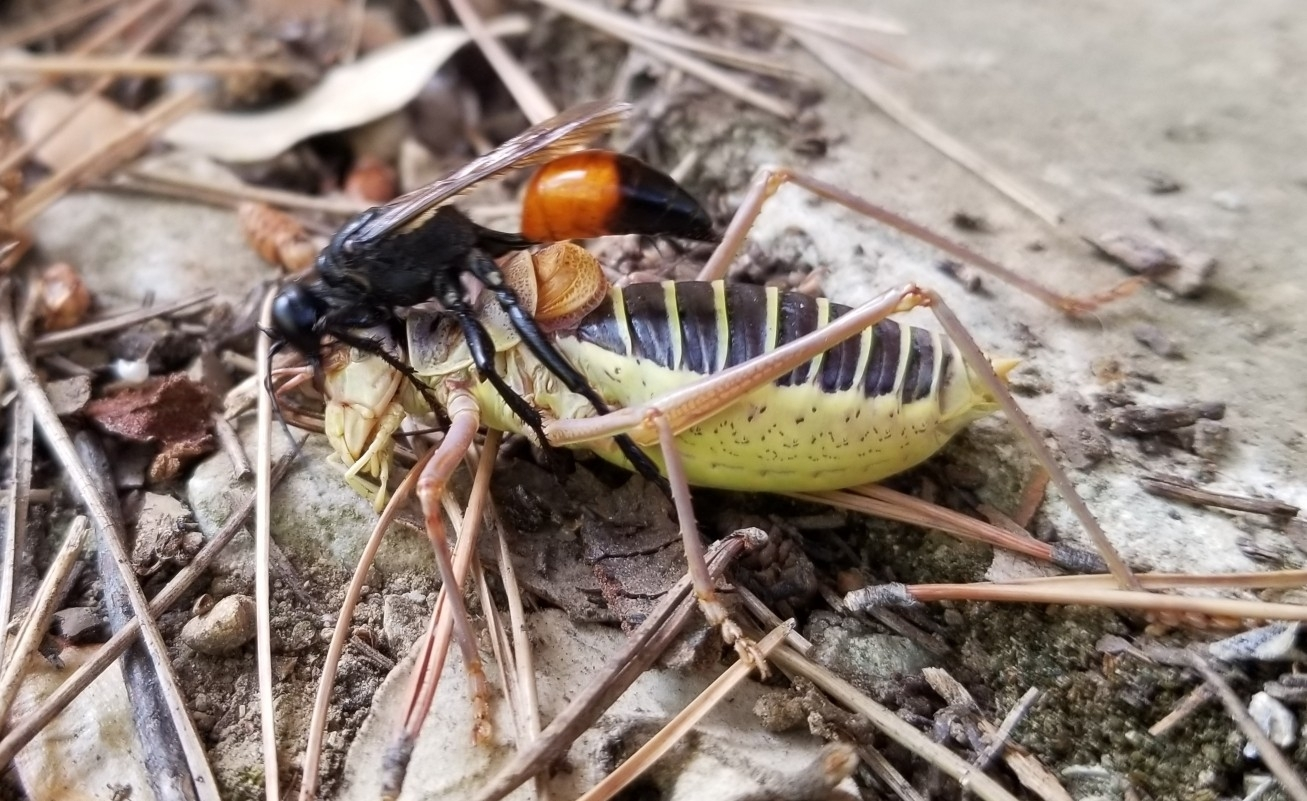
Palmodes occitanicus tirant une Éphippigère (Languedoc-Roussillon, France)

Dans le Midi de la France les proies de Palmodes occitanicus sont le plus souvent des éphippigères comme l'Éphippigère des vignes ou l'Éphippigère terrestre et parfois aussi des uromenus comme Uromenus brevicollis et des Sauterelles vertes. En Chine, il a été fait mention de Paratlanticus ussuriensis. Toutes ces sauterelles ont en commun le fait d'être de grande taille. Bien que Fabre insiste sur sa préférence pour les femelles, de nombreux observateurs ont rencontré des mâles,,,.
Les Sphecidae plantent leur dard dans les nœuds ganglionnaires de leurs proies afin de les paralyser et de nourrir leurs larves. Chacune d'entre elles étant distincte, les Spécidés ont développé des venins et des comportements différents suivant leurs proies de prédilections. Alors que certaines espèces sont plutôt grégaires formant des bourgades de quelques dizaines de femelles, le Sphex languedocien a un comportement purement solitaire. Ceci est dû au poids conséquent de sa proie. En effet, comme la femelle ne peut la transporter qu'en la tirant, pédestrement, à califourchon par ses antennes, elle commence par chasser pour ensuite créer son nid ; cette stratégie ne lui permettant pas de grands déplacements et donc de se regrouper. Certains observateurs pensent néanmoins que le terrier est préparé avant la capture de la proie,,.  
Le réservoir et la glande à venin de la femelle Palmodes occitanicus contiennent 2 000 ng d'histamine, une molécule qui bloque l'activité neuro-musculaire. Cette grande quantité, comparativement à d'autres Specidae, est proportionnelle à la grosseur de sa proie. Elle plante de son dard par trois fois son agresseur, sur le thorax, au début de l'abdomen, et sous le cou, ; ces trois points correspondant à trois centres nerveux éloignés. L'intérêt de cette paralysie est double : immobilité des vivres pour ne pas compromettre l'existence du délicat vermisseau, longue conservation des chairs pour assurer à la larve un aliment sain. Cette unique proie est sa seule source de nourriture,,. 

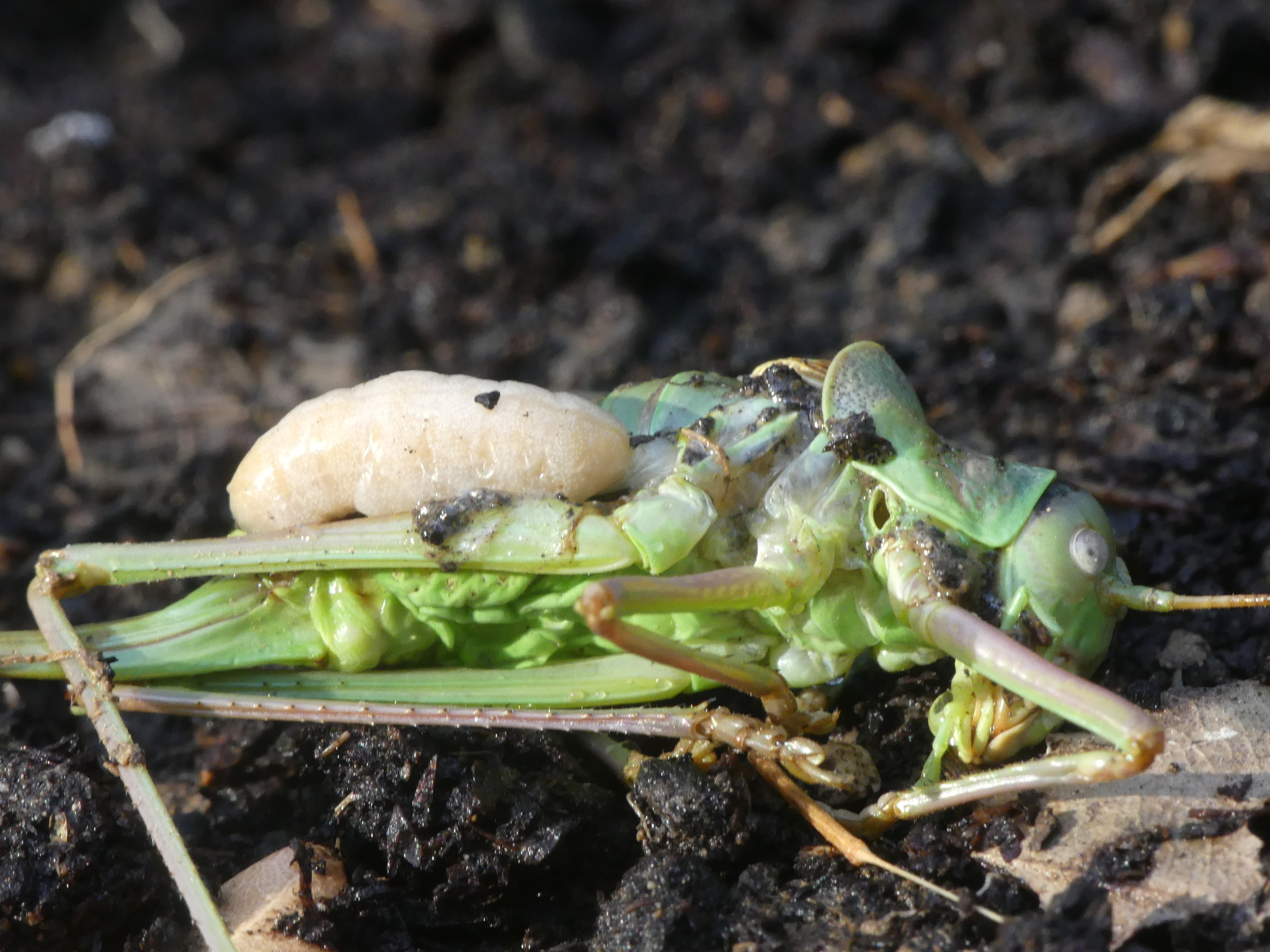
Larve de Palmodes occitanicus sur une sauterelle extraite de sa galerie.

La larve loge seule dans un trou creusé en peu de temps (une demi-heure) par sa mère à quelques mètres du lieu de la prise. Ce terrier repose dans le sol en terrain horizontal ou en hauteur, dans le sable accumulé entre les pierres d'un mur ou sous des tuiles. Fabre a observé un Sphex languedocien nidifier sur un toit et transporter lestement sa proie, en marchant le long du mur vertical de la bâtisse. La galerie principale, de 11 à 12 mm de diamètre, descend en pente douce dans le sol en s'incurvant sur 3 cm de long. Elle mène à une cellule ovoïde d'une surface de 40 mm par 20 mm de diamètre. La proie repose sur son flanc ou sur le dos ; l’œuf est pondu au début de l’abdomen, au-dessus de l'articulation de l'une des pattes postérieures. Pour fermer son nid, la femelle ratisse du sable à l'aide de ses tarses et tasse le sol de la pointe de son abdomen. Une femelle peut constituer cinq ou six de ces nids en une saison,.
Le développement larvaire reste à décrire. Cependant, par analogie avec Sphex funerarius, il est possible d'imaginer un développement de la larve de 24 jours, nymphose comprise. Par cette même analogie, il est possible que l'insecte hiverne dans son cocon pour émerger à la fin du printemps suivant,.

## Écologie et distribution

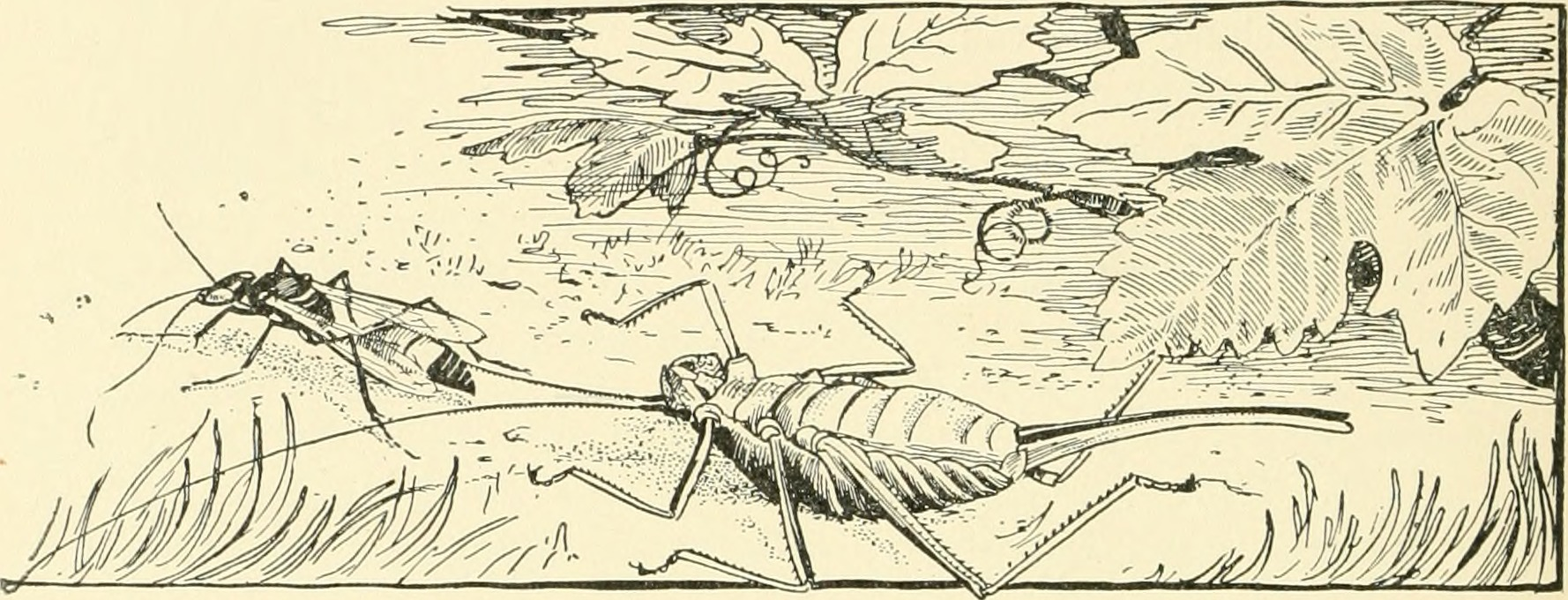
Sphex languedocien tirant une Éphippigère des vignes par ses antennes

Le Sphex languedocien affectionne les milieux secs et ensoleillés. Cette espèce est présente en Europe méditerranéenne dont la France, dans le Caucase, la Mongolie, l'Asie mineure jusqu'en Chine et en Corée.

### Sous-espèces
Plusieurs sous-espèces ont été définies, quasiment toutes paléarctiques. Trois se rencontrent en Europe. En France, la sous-espèce P. occitanicus occitanicus est la plus représentée, sur l'ensemble de la moitié sud du pays (Région méditerranéenne, Corse, Alpes, Sud du Massif central (jusqu'en Limagne) et Sud-Ouest). La sous-espèce ibericus a été capturée dans les Pyrénées-Orientales,
- Palmodes occitanicus occitanicus (Lepeletier et Serville, 1828), la sous-espèce type, de coloration nettement bicolore, est présente dans l'ensemble des pays européens bordant la Méditerranée, excepté la péninsule Ibérique.
- Palmodes occitanicus ibericus (Roth, 1963) est entièrement noire, aux ailes presque transparentes. Elle se rencontre dans la péninsule Ibérique.
- Palmodes occitanicus syriacus (Mocsáry, 1881) est une autre forme entièrement noire, présente dans la partie orientale du Bassin méditerranéen et en Asie. En Europe, elle n'est visible que dans l'archipel du Dodécanèse.
- Palmodes occitanicus barbarus (Roth, 1963) - Algérie, Maroc
- Palmodes occitanicus gaetulus (Roth, 1963) - Algérie, Tunisie
- Palmodes occitanicus cyrenaicus (Gribodo, 1924) - Libye
- Palmodes occitanicus puncticollis (Kohl, 1888) - Asie centrale
- Palmodes occitanicus perplexus (F. Smith, 1856) - Chine
- Palmodes occitanicus australis (de Saussure, 1867) - Australie et Nouvelle-Zélande. Cette sous-espèce est soumise à interrogation.